# Борисенко Володимир Костянтинович
Володимир Костянтинович Борисенко (нар. 26 липня 1987, Бориспіль, Київська область, УРСР) — політичний діяч та громадський діяч, міський голова Борисполя з 26 січня 2021 року.

## Біографія
Народився 26 липня 1987 року в Борисполі на Київщині, середню освіту здобув у бориспільській гімназії «Перспектива». Згодом навчався в Національному університеті фізичного виховання і спорту, де був членом профкому. Майстер спорту з вільної боротьби. Паралельно навчався заочно в Національному університеті МВС на юридичному факультеті. Працював комерційним директором ТОВ «БФ Груп», що займається організацією роботи магазинів безмитної торгівлі в аеропорті «Бориспіль».
З 2010 по 2015 роки був депутатом Бориспільської міської ради. Двічі балотувався до Верховної Ради України — у 2014 та 2019 роках. У жовтні 2020 року бере участь у виборах на посаду міського голови Борисполя.
5 вересня 2023 року мобілізувався на службу до ЗСУ.

### Замах
20 жовтня 2014 року на Борисенка скоєно замах: у власному подвір'ї в нього зроблено постріл з вогнепальної зброї і під ноги кинуто саморобний вибуховий пакет. Радник міністра МВС Антон Геращенко уточнив, що зловмисники використали гранату РГД-5. Борисенка госпіталізували до лікарні у стані больового шоку. Розслідування злочину не закінчене.

### Мер Борисполя
17 січня 2021 року Борисенко переміг на виборах міського голови Борисполя, набравши 28,42 % голосів.

## Благодійність
Борисенко відкрив БФ «Місто мрії», бере участь у конференціях щодо спорту та розвитку фізичної культури. У Борисполі надає підтримку численній кількості заходів з питань освіти, культури, здорового способу життя та охорони здоров'я.

## Особисте життя
Одружений, живе зі своєю дружиною і 4 дітьми в Борисполі.